# フェラーリ・456
フェラーリ・456 (Ferrari 456)はイタリアの自動車メーカーであるフェラーリが1992年から2003年にかけて生産したFR、V型12気筒エンジン搭載の2+2座席モデルのグランツーリスモである。名称は1気筒当たりの排気量が456ccであることに由来する。気筒毎の排気量を名称とするフェラーリ伝統の命名法を用いたモデルである。

## 概要
新世代フェラーリの尖兵として、エンジン、シャーシ、パワートレーンともに新規開発されており、後に登場した2座GTである550マラネロの設計の礎ともなった。グレードは当初は6速MT仕様のGTのみが設定されていたが、1996年に4速AT仕様のGTAが追加された。
1998年にはマイナーチェンジが行なわれ内外装が変更され、名称が456Mと改められた。456MでもGTとGTAの2仕様が継続された。
2003年までに左ハンドルと右ハンドル合わせて約3,289台が生産され、その内訳は456GT: 1548台、456GTA: 403台、456M GT: 688台、456M GTA: 650台である。

## メカニズム

### エンジン
完全に新規に開発されたF116型V型12気筒エンジンを搭載する。排気量は5,473ccで442仏馬力/6,200rpm、56kgm/4,500rpmと、先代の412のスペックを大きく上回るのはもちろん、登場時はミッドシップの512TRをも凌ぐフェラーリ最高性能モデルとなった。このエンジンは後に550マラネロや575M、後継となる612に搭載されるF130型エンジンの設計の元になった。ただし旧世代のエンジンゆえにタイミングチェーンを採用していた412に対して、このエンジンはタイミングベルトを採用しており、ベルトやテンショナーの定期的な交換が必要であるが、一部のフェラーリのような大掛かりなエンジンの積み下ろしなどは必要なく整備性には配慮されている。フェラーリが発表する最高速度は当時の他のフェラーリの車種と同じ302km/h(GTAでは298km/h)であった。

### 駆動系
登場当初は6速MTのみが設定された。オイルクーラーとLSD、強制潤滑ポンプも装備されていた。456Mではトラクション・コントロール(ASR)も追加されている。またトランスミッションを車体後軸側に配置するトランスアクスル方式を採用し、前後重量配分の最適化(51:49)が図られていた。1996年にはイギリスのリカルドとフェラーリの共同開発によるトルコン式4速ATを搭載した456GTAが登場する。
トルコンATとしては非常に珍しく、潤滑システムにドライサンプを採用している。
また、トランク床下に大型オイルクーラーと電動ファン２基を装備し、ATでの高負荷走行に対応している。
先代の412で採用されていたGM製3速ATよりも1速増えて進化した変速機ではあったが、同時期よりフェラーリはF1システムの開発に傾倒していき、後継の612においてもそれが採用されたため、この変速機は実質456専用設計となる。

### シャーシ
角断面鋼材によるパイプフレームである。同時期の348系シャーシが鋼板セミモノコックを採用したためモノコックと表記されている場合があるが、誤りである。456Mでは各部にパイプが追加されている。

### サスペンション
前後サスペンションは鋼板をプレスし、溶接した最中構造のアームによるダブルウィッシュボーン式。フロント上下Aアーム、リア上下Hアームで、リアに油圧によるレベライザー機能を備える。
スプリングはアイバッハ製、ダンパーはビルシュタイン製。通常のダンパーと異なり、ケースはアルミ製、ネジ式の車高調整式である。頂部の電動アクチュエーターによる三段階（Mでは二段階）の減衰力切り替え機構を備える。サスペンションとの接続部はピロボールである。

### ブレーキ
独ATE製で4輪とも4ポットのベンチレーテッドディスクタイプを採用し、412に引き続きABSも標準搭載された。倍力装置は456GTで電動油圧式、456Mで真空倍力式である。456GTA以降はキャリパーのみブレンボ製となる。

## エクステリア

### デザイン
デザインを担当したのはピニンファリーナ。ディレクションはロレンツォ・ラマチョッティ。デザイナーはピエトロ・カマルデッラ。プロトタイプでは先代の412の流れをくむ比較的角ばったデザインが予定されていたが、BMW・8シリーズ（E31）との類似性を指摘され、当時フィアットの役員で後にフェラーリの社長となるルカ・ディ・モンテゼーモロの命令により、365GTB/4（通称デイトナ）を範とするデザインに変更された。
テスタロッサ、ミトスなどで試みられた二つの塊が入り組むデザインを採用し、車体後部アンダーフロアに速度感応式ウィングを装備している。
後期型の456Mのデザインは奥山清行が手がけている。ボンネットの稜線の間隔をリトラクタブルライトに掛かる位置まで狭め、バンパーのセンターを尖らせることにより、ノーズを長く見せる処理がなされ、バンパーの口の部分が横長の大口となった。これらは、後継の612スカリエッティが大幅なロングノーズとなることを踏まえ、456と612のデザインの連続性を意識したデザインであった。また、リアバンパー下部に装備されていた可変ウィングはバンパー一体型の固定式となった。ボンネットがカーボン製に変更されヘッドライト後部のエアダクトが廃されたこともあり、456よりも丸みを帯びた印象を与える。
なお、生産中止時点ではリトラクタブル・ヘッドライトを採用する唯一のフェラーリだった。

### ボディ
ボンネットはハニカムのコンポジットで、456Mではカーボン製に変更された。前後バンパーはハニカムFRP、ボディはアルミニウム製で、スチールパイプフレームと中間材フェランにより溶接されていた。ドアはスチールで、先代の412と異なりサッシュレスで流麗な印象を与えるが、窓が閉まりきらず、車体の間に隙間ができる不具合が発生することがある。

### インテリア
コノリー製のレザーをふんだんに使った内装はGTの名前にふさわしい豪華なものであり、ほとんど1970年代初頭の設計そのままだった412よりも近代的で垢抜けた印象を受ける。ステアリングと助手席のダッシュボードにはエアバッグも装備され、安全性も強化された。456では同時期の348やF355に通じる角張った印象を与える内装だったが、456Mでは空調の吹き出し口が丸いものに変更され、550マラネロや、その後の360モデナに共通した丸みを帯びた意匠に改められた。樹脂部品は塗装が経年で痛む例が多いが、これはフェラーリに限らず同時期の欧州車の湿気が多い日本で多く見られた現象である。なお、2000年代初頭にコノリーが自動車用の皮革事業から撤退したために、456はコノリー製の内装を持つ最後の4座フェラーリとなった。456Mの内装はポルトローナ・フラウ社の皮革を使用した。

## その他
フェラーリが用意した456のボディ形状はクーペのみであるが、アフターマーケットでオープンボディに改造された例があるほか、ブルネイ王国の特注でピニンファリーナが設計・製造したセダン、ステーションワゴンのベニス、そしてオープンボディのスパイダーも存在する。